# Eupatorium serotinum
Eupatorium serotinum es una planta herbácea de la familia Asteraceae natural de Norteamérica.

## Distribuciuón y hábitat
Eupatorium serotinum se encuentra a lo largo de la mayor parte del este de los Estados Unidos, que se encuentra en todos los estados de la costa de Massachusetts, de Texas y tierra adentro hasta Minnesota y Nebraska. Hay informes de una pequeña población en la provincia canadiense de Ontario, y otros informes de la especie en el lado sur del Río Grande en el norte de México.

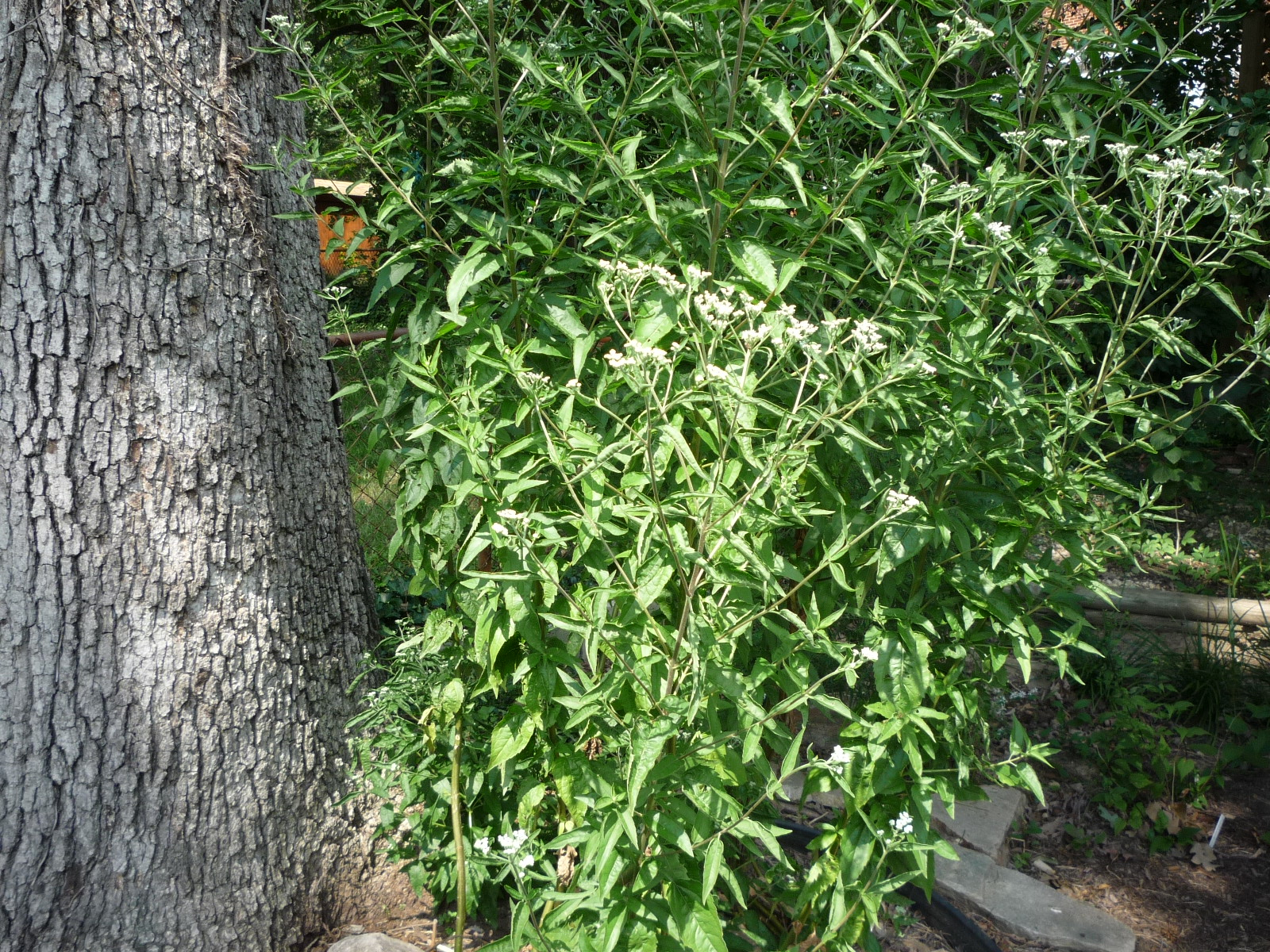

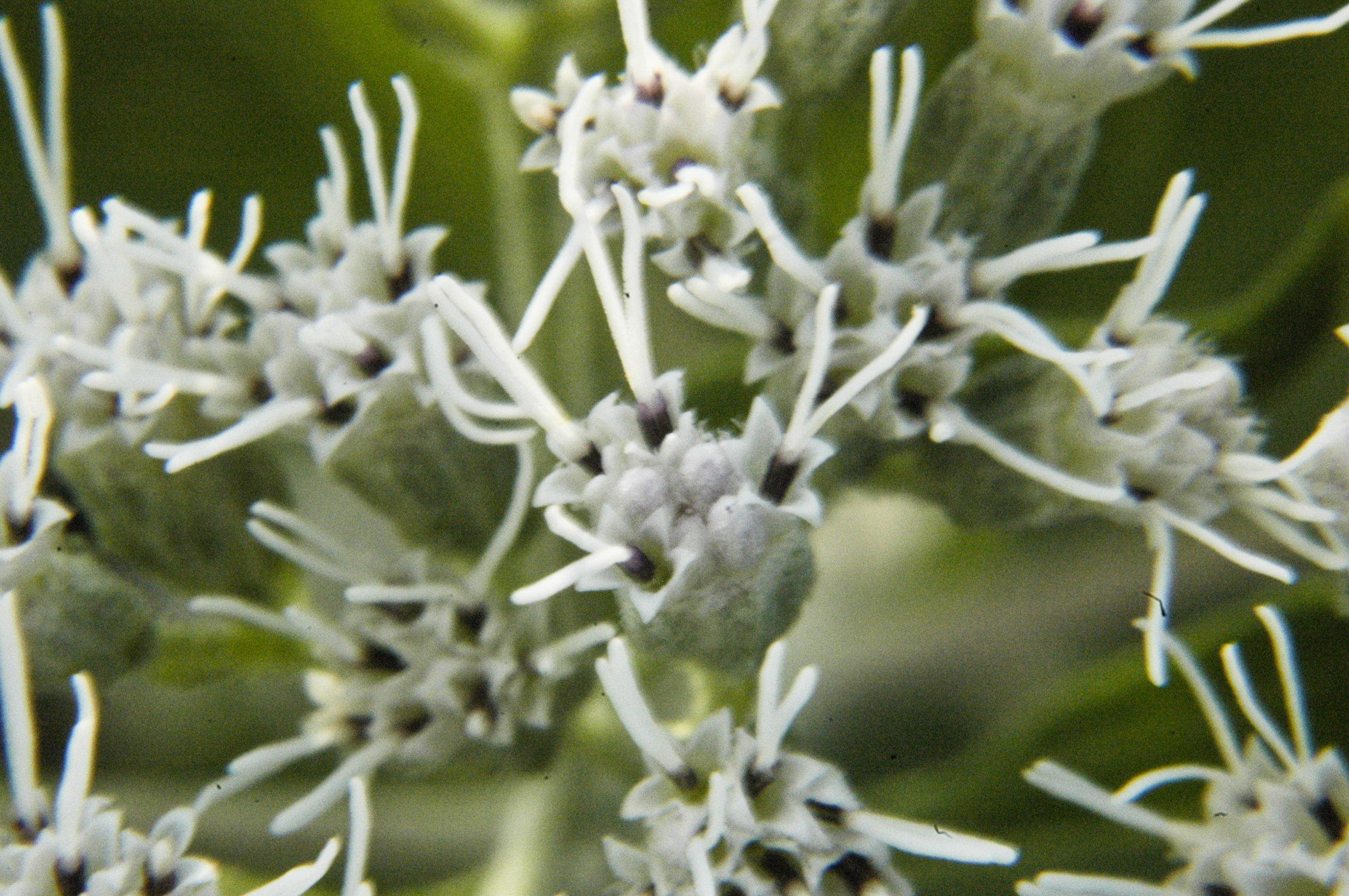
Detalle

## Descripción
Al igual que otros miembros del género Eupatorium, Eupatorium serotinum alcanza un tamaño de uno a dos metros de alto y tiene inflorescencias que contienen un gran número de pequeñas cabezas blancas de flores con 9-15 flósculos del disco , pero no flores liguladas.
Eupatorium serotinum crece en sitios abiertos (seco o húmedo), y se puede hibridar con Eupatorium perfoliatum y otros miembros del género Eupatorium. A diferencia de las plantas polinizadas por el viento en este género, E. serotinum es polinizada por insectos.

## Taxonomía
Eupatorium serotinum fue descrita por André Michaux y publicado en Flora Boreali-Americana 2: 100. 1803.
Etimología
Eupatorium: nombre genérico que viene del griego y significa "de padre noble". Cuyo nombre se refiere a Mitrídates el Grande, que era el rey del Ponto en el siglo I a. C. y a quien se le atribuye el primer uso de la medicina. De hecho, las especies de este género, a lo largo del tiempo, han tomado diversas denominaciones vulgares referidas sobre todo a la medicina popular, esto sirve para resaltar las propiedades de Eupatoria, aunque actualmente este uso se ha reducido algo debido a algunas sustancias hepatotóxicas presentes en estas plantas.
serotinum: epíteto latíno que significa "tardío, nocturno".
Sinonimia
- Eupatorium ambiguum Hook.
- Uncasia serotina Greene[10]